# Eulers transform
Eulers transform, uppkallad efter Leonhard Euler, är inom matematik en metod för att förbättra konvergensen hos alternerande serier. En konvergent alternerande serie
{\displaystyle s=\sum _{k=0}^{\infty }(-1)^{k}a_{k}=a_{0}-a_{1}+a_{2}-\ldots }
transformeras med denna metod till
{\displaystyle s=\sum _{k=0}^{\infty }{\frac {(-1)^{k}\Delta ^{k}a_{0}}{2^{k+1}}}}
där Δ är en differensoperator sådan att
{\displaystyle \Delta ^{k}a_{0}=\sum _{m=0}^{k}(-1)^{m}{k \choose m}a_{k-m}.}
Eulers transform är en speciell tillämpning av binomialtransformen.

## Exempel
Den långsamt konvergerande alternerande harmoniska serien
{\displaystyle s=\sum _{k=1}^{\infty }{\frac {(-1)^{k+1}}{k}}={\frac {1}{1}}-{\frac {1}{2}}+{\frac {1}{3}}-\ldots }
med summan s = ln 2 omvandlas med Eulers transform till
{\displaystyle {\frac {1}{2}}+{\frac {1}{8}}+{\frac {1}{24}}+{\frac {1}{64}}+{\frac {1}{160}}+\ldots =\sum _{k=1}^{\infty }{\frac {1}{k2^{k}}}}
som konvergerar betydligt snabbare.